# Élection présidentielle ivoirienne de 1970
L'élection présidentielle ivoirienne de 1970 se déroule le 29 novembre 1970.

## Résultats
| Candidats                | Candidats                | Partis                   | Voix      | %     |
| ------------------------ | ------------------------ | ------------------------ | --------- | ----- |
|                          | Félix Houphouët-Boigny   | PDCI                     | 2 003 046 | 100   |
|                          |                          |                          |           |       |
| Votes valides            | Votes valides            | Votes valides            | 2 003 046 | 99,97 |
| Votes blancs et nuls     | Votes blancs et nuls     | Votes blancs et nuls     | 668       | 0,03  |
| Total                    | Total                    | Total                    | 2 003 714 | 100   |
| Abstention               | Abstention               | Abstention               | 16 286    | 0,81  |
| Inscrits / participation | Inscrits / participation | Inscrits / participation | 2 020 000 | 99,19 |